# Indemann

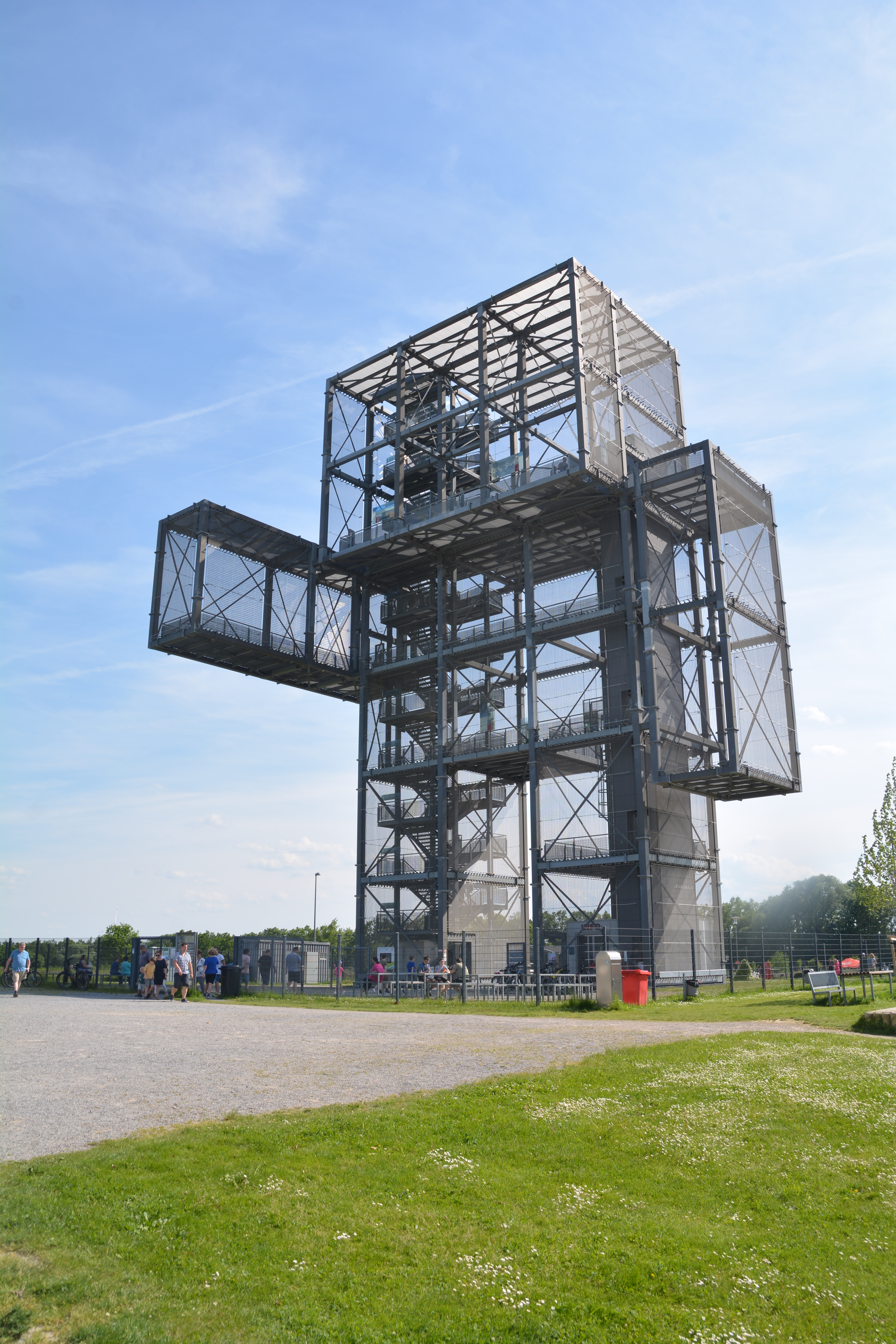
Indemann im September 2009

Der Indemann ist ein Aussichtsturm in Form eines „Spielzeug-Männchens“, von dem aus der Braunkohle-Tagebau Inden am umgeleiteten Fluss Inde sowie das von dort versorgte Kraftwerk Weisweiler überblickt werden kann. Der Turm steht auf der Abraumhalde Goltsteinkuppe bei Lucherberg in der Gemeinde Inden im Kreis Düren. Er wurde als Projekt im Rahmen der Euregionale 2008 realisiert.

## Details
Der Indemann ist eine 36 m hohe Konstruktion aus 280 t Stahl mit 20.000 Einzelbauteilen. Über insgesamt 216 Stufen können die zwölf verschiedenen Ebenen erreicht werden. Ein Aufzug fährt bis auf 24 m hinauf. Das Edelstahlgewebe, welches die Konstruktion umschließt, ist eine Gemeinschaftsproduktion der ag4 media facade GmbH aus Köln und der Firma GKD Gebrüder Kufferath aus Düren. Für die Idee und Planung zeichnete das niederländische Architektenbüro Maurer United Architects verantwortlich.
Insgesamt 40.655 Leuchtdioden auf einer Fläche von 1.470 m² lassen den Indemann bei Nacht zum leuchtenden Symbol des Indelandes werden. Die Illumination des Indemanns wurde im August 2009 zum ersten Mal gezeigt. Am 5. und 6. September 2009 wurde er offiziell eröffnet und für jedermann zum Besteigen freigegeben. Vom ersten Spatenstich bis zur Eröffnung waren gut zwei Jahre vergangen. Drei Aussichtsplattformen ermöglichen den Besuchern einen Rundumblick über das Umland und den in direkter Nähe liegenden Tagebau Inden.

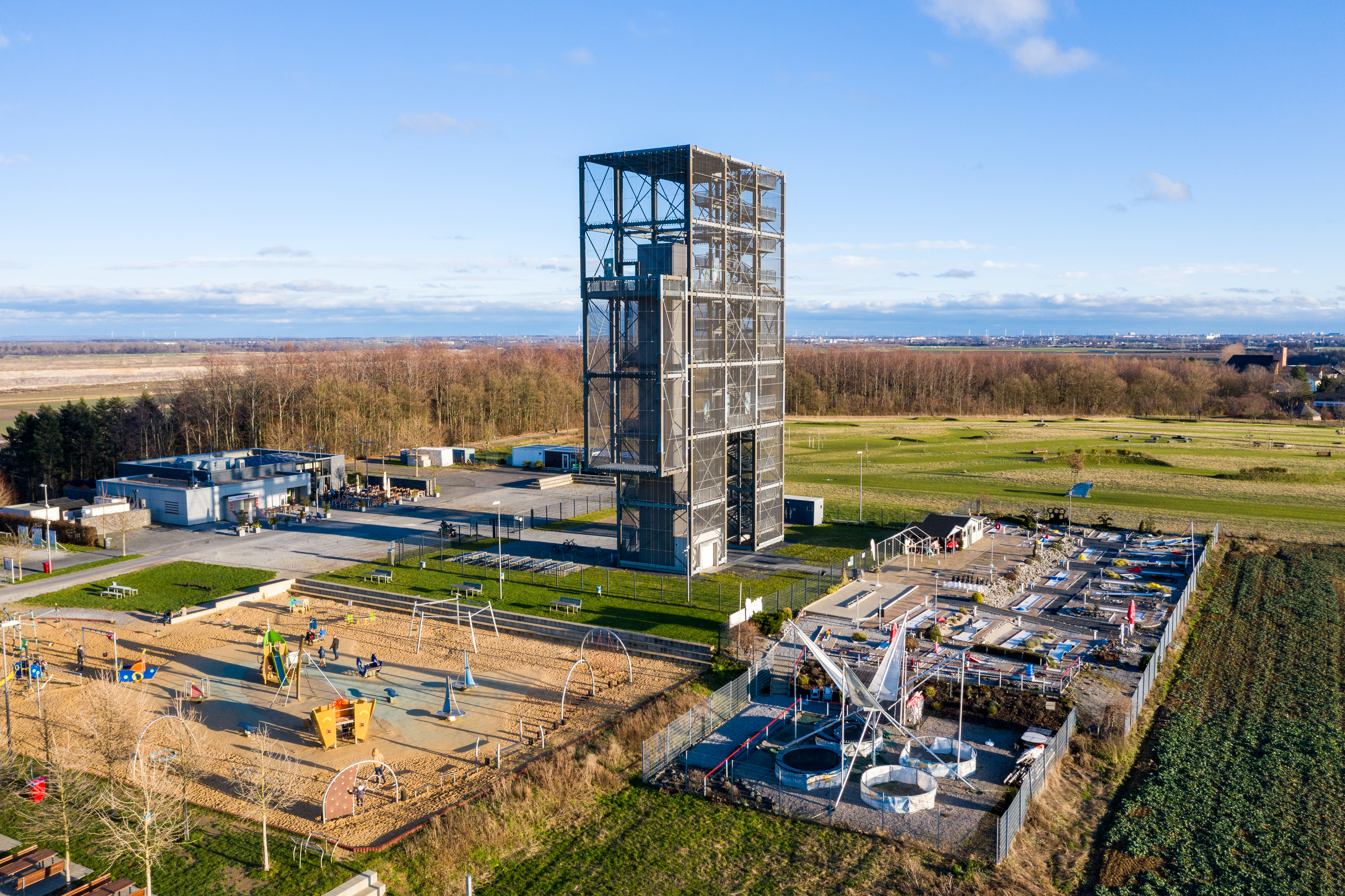
Indemann mit Spielplatz und Minigolfplatz, links das Restaurant

Rund um den Indemann entstanden eine Gastronomie und diverse Freizeitangebote. Am 13. Oktober 2010 wurde ein etwa 2.000 m² großer Kinderspielplatz eingeweiht. Am 22. September 2012 wurde ferner mit einem großen Fest das Restaurant Indemann 1 eröffnet. Am 30. Juni 2013 wurde eine Fußballgolfanlage in Betrieb genommen.
Die Kosten für den Indemann und die etwa 900 m lange Zufahrtsstraße betrugen rund 6,5 Millionen Euro.
Der Indemann gewann einen Merit Award der amerikanischen Society for Environmental Graphic Design (SEGD).

## Fotos

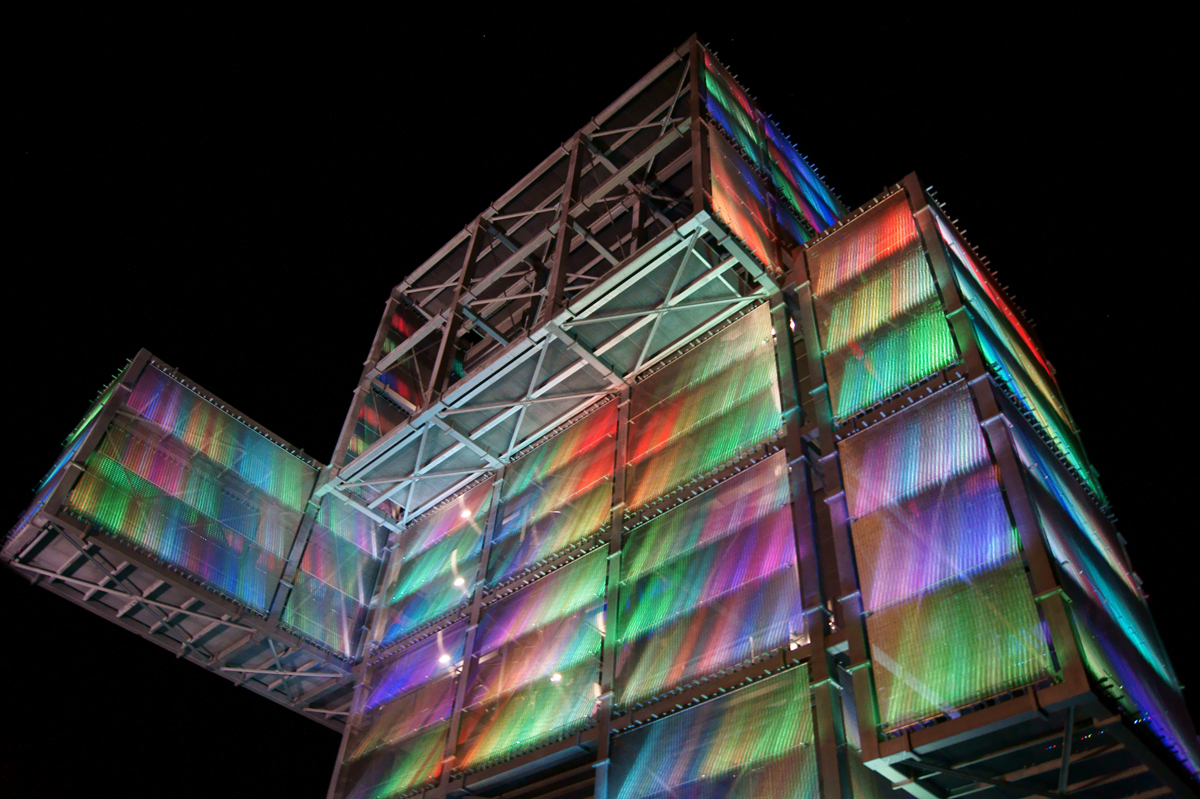
Illuminierter Indemann
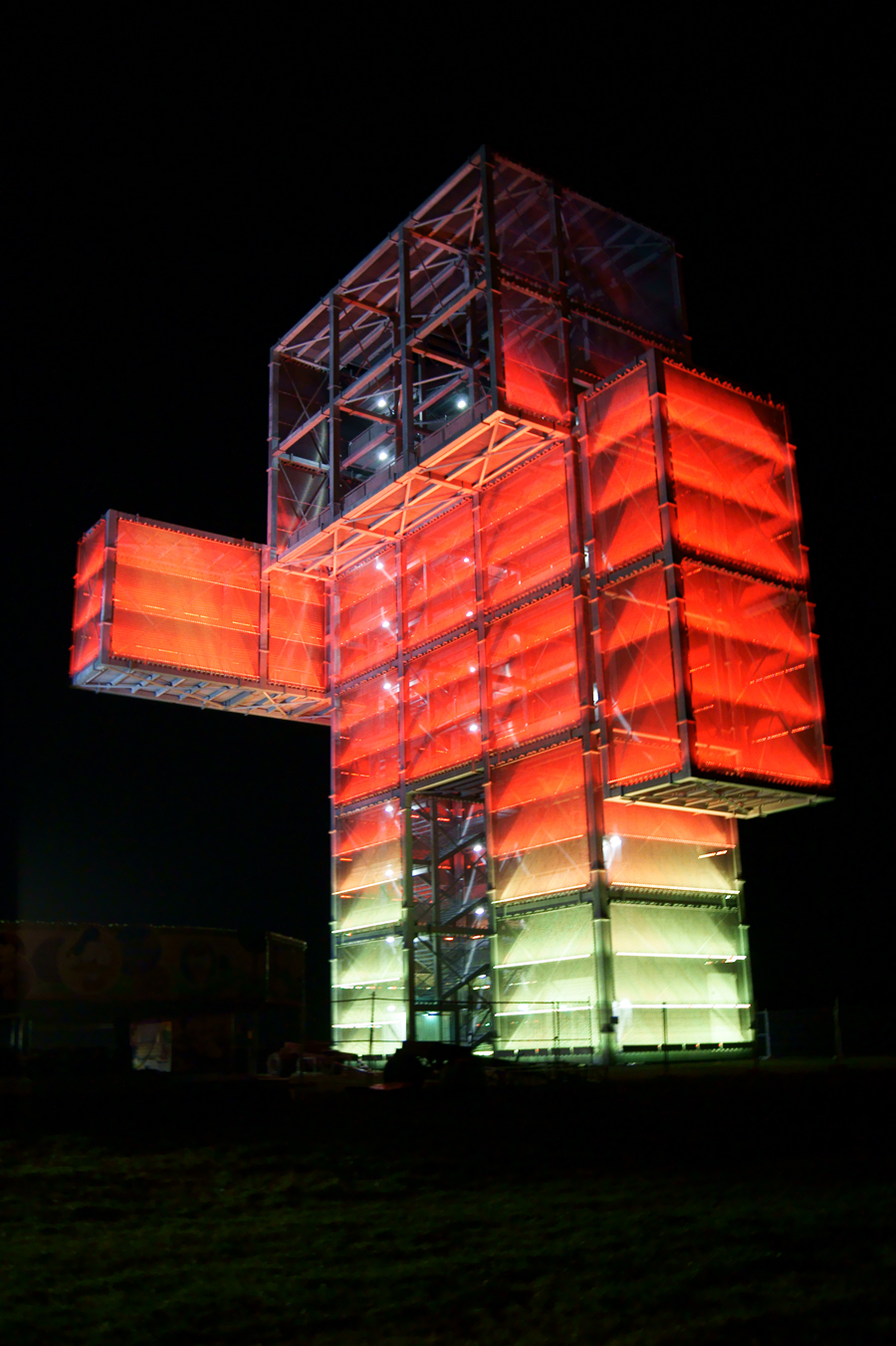
Illuminierter Indemann schwarz-rot-gold
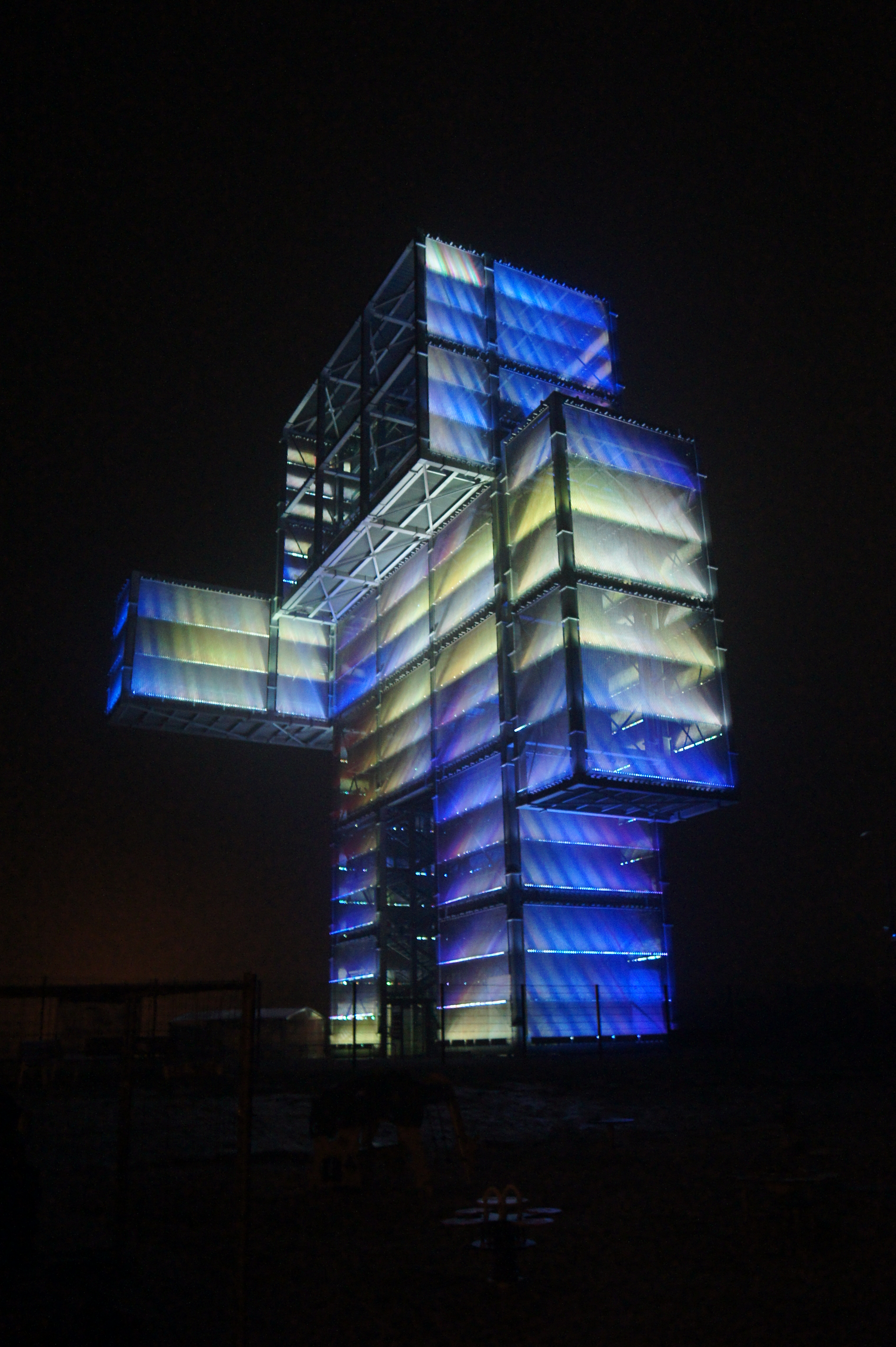
Illuminierter Indemann im Januar 2011